# Ľudmila Cervanová
Ľudmila Cervanová (née le 15 octobre 1979 à Piešťany) est une joueuse de tennis slovaque, professionnelle de 1997 à 2006.

## Palmarès

### Titre en simple dames
Aucun

### Finales en simple dames
| No | Date       | Nom et lieu du tournoi                | Catégorie | Dotation  | Surface      | Vainqueure      | Score         |          |
| -- | ---------- | ------------------------------------- | --------- | --------- | ------------ | --------------- | ------------- | -------- |
| 1  | 05-04-2004 | GP Princesse Lalla Meryem, Casablanca | Tier V    | 110 000 $ | Terre (ext.) | Émilie Loit     | 6-2, 6-2      | Parcours |
| 2  | 21-02-2005 | Abierto Mexicano HSBC, Acapulco       | Tier III  | 180 000 $ | Terre (ext.) | Flavia Pennetta | 3-6, 7-5, 6-3 | Parcours |

## Parcours en Grand Chelem

### En simple dames
| Année | Open d'Australie | Open d'Australie    | Internationaux de France | Internationaux de France | Wimbledon       | Wimbledon           | US Open         | US Open             |
| ----- | ---------------- | ------------------- | ------------------------ | ------------------------ | --------------- | ------------------- | --------------- | ------------------- |
| 1999  | -                | -                   | 1er tour (1/64)          | Jana Novotná             | 1er tour (1/64) | Steffi Graf         | 1er tour (1/64) | Tara Snyder         |
| 2000  | 1er tour (1/64)  | Florencia Labat     | -                        | -                        | -               | -                   | 1er tour (1/64) | Nathalie Tauziat    |
| 2001  | -                | -                   | 1er tour (1/64)          | Janette Husárová         | 2e tour (1/32)  | Tamarine Tanasugarn | 1er tour (1/64) | Janette Husárová    |
| 2002  | 1er tour (1/64)  | Kristina Brandi     | 3e tour (1/16)           | Monica Seles             | 1er tour (1/64) | Clarisa Fernández   | 1er tour (1/64) | Rossana de los Ríos |
| 2003  | 2e tour (1/32)   | Meghann Shaughnessy | 2e tour (1/32)           | Meghann Shaughnessy      | 1er tour (1/64) | Eva Fislová         | 2e tour (1/32)  | Dinara Safina       |
| 2004  | 2e tour (1/32)   | Amélie Mauresmo     | 1er tour (1/64)          | Amélie Mauresmo          | 3e tour (1/16)  | Amélie Mauresmo     | 1er tour (1/64) | Anastasia Myskina   |
| 2005  | 1er tour (1/64)  | Tatiana Golovin     | 2e tour (1/32)           | Kim Clijsters            | 1er tour (1/64) | Nicole Pratt        | -               | -                   |

À droite du résultat, l’ultime adversaire.

### En double dames
| Année | Open d'Australie | Open d'Australie | Internationaux de France     | Internationaux de France  | Wimbledon                    | Wimbledon                 | US Open | US Open |
| 2005  | -                | -                | 1er tour (1/32) K. Koukalová | I. Benešová Květa Peschke | 1er tour (1/32) K. Koukalová | S. Kuznetsova A. Mauresmo | -       | -       |

Sous le résultat, la partenaire ; à droite, l’ultime équipe adverse.

## Parcours en Fed Cup
| #                                                                | Date       | Lieu         | Surface      | Gagnante(s)                          | Perdante(s)                        | Score          |          |
|                                                                  |            |              |              |                                      |                                    |                |          |
| 1999 - 1/2 finale (groupe mondial) - Russie - Slovaquie - 3 : 2  |            |              |              |                                      |                                    |                |          |
| 1                                                                | 24/07/1999 | Moscou       | Terre (int.) | Elena Likhovtseva                    | Ľudmila Cervanová                  | 7-5, 6-75, 6-3 | Parcours |
| 1                                                                | 24/07/1999 | Moscou       | Terre (int.) | Tatiana Panova                       | Ľudmila Cervanová                  | 6-4, 6-4       | Parcours |
| 1                                                                | 24/07/1999 | Moscou       | Terre (int.) | Ľudmila Cervanová Daniela Hantuchová | Elena Dementieva Elena Makarova    | 7-5, 7-65      | Parcours |
|                                                                  |            |              |              |                                      |                                    |                |          |
| 2003 - 1er tour (groupe mondial) - Allemagne - Slovaquie - 2 : 3 |            |              |              |                                      |                                    |                |          |
| 2                                                                | 26/04/2003 | Ettenheim    | Terre (ext.) | Anca Barna                           | Ľudmila Cervanová                  | 3-6, 6-2, 6-2  | Parcours |
| 2                                                                | 26/04/2003 | Ettenheim    | Terre (ext.) | Ľudmila Cervanová                    | Marlene Weingärtner                | 6-2, 6-1       | Parcours |
|                                                                  |            |              |              |                                      |                                    |                |          |
| 2004 - 1er tour (groupe mondial) - Autriche - Slovaquie - 3 : 2  |            |              |              |                                      |                                    |                |          |
| 3                                                                | 24/04/2004 | Sankt Pölten | Terre (ext.) | Barbara Schwartz                     | Ľudmila Cervanová                  | 3-6, 7-61, 6-2 | Parcours |
| 3                                                                | 24/04/2004 | Sankt Pölten | Terre (ext.) | Ľudmila Cervanová Janette Husárová   | Barbara Schwartz Patricia Wartusch | 6-3, 3-6, 6-4  | Parcours |

## Classements WTA en fin de saison

### En simple
| Année | 1996 | 1997 | 1998 | 1999 | 2000 | 2001 | 2002 | 2003 | 2004 | 2005 | 2006 | 2007 | 2008 | 2009 |
| Rang  | 528  | 329  | 127  | 102  | 121  | 91   | 107  | 64   | 100  | 115  | 319  | -    | -    | 906  |

Source : (en) « Classements de Ľudmila Cervanová », sur le site officiel du WTA Tour

### En double
| Année | 1996 | 1997 | 1998 | 1999 | 2000 | 2001 | 2002 | 2003 | 2004 | 2005 | 2006 | 2007 | 2008 | 2009 |
| Rang  | 200  | 342  | 206  | 244  | 379  | -    | -    | 248  | 304  | 613  | -    | -    | -    | 1012 |

Source : (en) « Classements de Ľudmila Cervanová », sur le site officiel du WTA Tour